# Liste der Häfen in der Ukraine
Die Liste der Häfen in der Ukraine umfasst die Seehäfen im Gebiet der Ukraine, die teilweise im Donaudelta und teilweise am Schwarzen Meer und angrenzenden Gewässern liegen, und die Binnenhäfen am Dnepr bzw. an dessen Nebenflüssen. Erwähnt sind auch die Häfen in der Autonomen Republik Krim und den im Jahr 2022 von Russland besetzten ukrainischen Gebieten.

## Seehäfen

### Donau
- Hafen Ismajil, Ismajil, Oblast Odessa
- Hafen Reni, Reni, Oblast Odessa
- Ust-Donau-Hafen (ukrainisch: Усть-Дунайський морський торговельний порт), Wylkowe, Oblast Odessa

### Schwarzes Meer

#### Häfen von Mykolajiw
- Seehafen Mykolajiw
- Hafen von Nibulon
- Hafen Nika-Tera
- Hafen Olwia
- Dnepr-Bug-Seehafen
- Häfen bei Otschakiw

#### Oblast Cherson
- Seehafen Cherson
- Hafen Skadowsk

#### Häfen auf derKrim
- Hafen Sewastopol
- Flottenstützpunkt Sewastopol
- Hafen Aluschta
- Hafen Feodossija
- Hafen Jalta
- Hafen Jewpatorija

#### Häfen von Odessa
- Hafen von Bilhorod-Dnistrowskyj
- Hafen von Tschornomorsk
- Hafen Ismajil
- Hafen Odessa
- Hafen Pivdennyj, Piwdenne
- Seehafen Reni
- Ust-Donau-Seehafen
- Hafen Kilija

#### Asowsches Meer
- Hafen Berdjansk
- Hafen Kertsch
- Seehafen Kertscht Komysch-Burun
- Hafen Mariupol

#### Fischereihäfen
- Fischereihafen Kertsch
- Fischereihafen Sewastopol

## Flusshäfen
- Hafen Tscherkassy
- Hafen Tschernihiw
- Hafen Dniprjany
- Hafen Dnipropetrowsk, Dnipro
- Hafen Kamjanske
- Flusshafen Cherson
- Hafen Krementschuk
- Hafen Kiew (und Kiewer Schiffsanleger)
- Flusshafen Mykolajiw
- Hafen Nikopol
- Hafen Nowa Kachowka
- Flusshafen Pereislaw
- Hafen Rschyschtschiw
- Hafen Saporischschja